# Sabalia fulleborni
Sabalia fulleborni is een vlinder uit de familie herfstspinners (Brahmaeidae). De wetenschappelijke naam is voor het eerst geldig gepubliceerd in 1900 door Ferdinand Karsch.
De soort komt voor in het Afrotropisch gebied.